# Área metropolitana de Las Palmas de Gran Canaria
El área metropolitana de Las Palmas de Gran Canaria es un área urbana española localizada en la mitad septentrional de la isla canaria de Gran Canaria. Con un total de 537 979 habitantes (INE 2022), se trata del decimocuarto núcleo urbano de España, el primero del archipiélago y una de las dos áreas metropolitanas que se encuentran en la isla, junto a la de Gran Canaria Sur.
Este núcleo urbano que se desarrolla en torno a la ciudad de Las Palmas de Gran Canaria, capital insular y cocapital autonómica, y que es a su vez, la ciudad más poblada y densa de Canarias (España), características que comparte con su área metropolitana. Según la planificación territorial del Cabildo Insular de Gran Canaria, la primera corona del área la conforman los municipios de Telde, Arucas y Santa Brígida, que actúan también como cabeceras de sus respectivos traspaíses. En conjunto, estos cuatro municipios organizan una Gran Área Urbana según los requerimientos del Gobierno de España, y constituyen una comarca estadística para el Instituto Canario de Estadística.
Desde un punto de vista demográfico y funcional, el Área Urbana de Las Palmas abarca, además de a la mencionada comarca, al resto de municipios del norte y centro de la isla de Gran Canaria (excepto La Aldea de San Nicolás), alcanzando una población total de 633 900 habitantes.

## Clasificaciones

### Delimitación territorial
El Área Metropolitana de Las Palmas

Se incluyen en este ámbito los territorios directamente vinculados a las funciones de capitalidad insular de Las Palmas de Gran Canaria, que afectan a su propio término municipal y al espacio articulado por el eje del Barranco de Guiniguada que actúa de elemento de penetración territorial en torno al cual se genera un área de influencia urbana sometida a los requerimientos metropolitanos de dicha capitalidad insular, abarcando los territorios comprendidos entre el Barranco de Rosales-El Tarajal, al oeste de Bañaderos, y el Barranco de Silva al sureste, relacionando los municipios de Valsequillo, Santa Brígida, San Mateo y Teror con los de Telde, Arucas y Las Palmas de Gran Canaria.
Plan Insular de Ordenación de Gran Canaria. 2022.

El Plan Insular de Ordenación de Gran Canaria determina un área funcional en torno a la capital. Sin definir con exactitud geométrica los límites específicos, distingue un centro y dos coronas metropolitanas:
- La capital insular, correspondiente al núcleo urbano de Las Palmas de Gran Canaria, delimitado en su perímetro exterior por la vía de circunvalación GC-3.
- La primera periferia metropolitana, que incluiría el resto de asentamientos de Las Palmas de Gran Canaria y las cabeceras municipales de Arucas, Santa Brígida y Telde.
- La segunda periferia metropolitana, que abarcaría los núcleos urbanos y rurales de los municipios de Firgas, Moya, Teror, San Mateo y Valsequillo.

Tanto el municipio capitalino como los tres de la primera periferia se clasifican como el Gran Área Urbana de Las Palmas de Gran Canaria, según el Ministerio de Vivienda y Agenda Urbana, y constituyen una comarca para fines estadísticos. Por su parte, cuatro de los cinco municipios de la segunda periferia (Firgas, Teror, San Mateo y Valsequillo) conforman, junto a Valleseco, la comarca estadística Centro-Norte.
Desde un punto de vista administrativo y político, no existe un organismo conjunto para el área metropolitana. Los municipios de Arucas, Teror, Firgas y Valleseco forman parte de la mancomunidad del Norte de Gran Canaria, y Santa Brígida, Valsequillo y San Mateo, de la de Medianías. Las Palmas de Gran Canaria y Telde, primer y cuarto municipio de Canarias por población, no están integrados en ninguna mancomunidad.
| Comarca Estadística | Municipio                   | Población | Superficie (km²) | Densidad (h/km²) |
| ------------------- | --------------------------- | --------- | ---------------- | ---------------- |
| Área Metropolitana  | Las Palmas de Gran Canaria  | 378.797   | 100,6            | 3767             |
| Área Metropolitana  | Telde                       | 102.472   | 102,4            | 1000             |
| Área Metropolitana  | Arucas                      | 38.369    | 33,0             | 1162             |
| Área Metropolitana  | Santa Brígida               | 18.341    | 23,8             | 770              |
|                     | Total Área Urbana           | 537.979   | 259,8            | 2071             |
| Centro-Norte        | Teror                       | 12.667    | 25,7             | 493              |
| Centro-Norte        | Valsequillo de Gran Canaria | 9.490     | 39,2             | 242              |
| Centro-Norte        | Vega de San Mateo           | 7.682     | 37,9             | 203              |
| Centro-Norte        | Firgas                      | 7.581     | 15,8             | 480              |
| Noroeste            | Moya                        | 7.870     | 31,9             | 247              |
|                     | Total Área Funcional        | 583.269   | 410,3            | 1421,57          |

### Área Urbana Funcional
El Área Urbana Funcional (AUF) consiste en una ciudad y los municipios que forman su entorno funcional, concretamente de influencia laboral. Un municipio pertenece al AUF de una ciudad si el 15% o más de su población ocupada se desplaza a la ciudad por motivos de trabajo. El Instituto Nacional de Estadística considera al AUF de Las Palmas de Gran Canaria como la conformada por 15 municipios: Agaete, Artenara, Arucas, Firgas, Gáldar, Moya, Las Palmas de Gran Canaria, Santa Brígida, Santa María de Guía de Gran Canaria, Tejeda, Telde, Teror, Valsequillo de Gran Canaria, Valleseco y Vega de San Mateo, con una población total de 633 900 habitantes.

### Proyecto AUDES5
El proyecto AUDES5 establece una serie de áreas urbanas a lo largo de las ciudades de España. En la isla de Gran Canaria se definen independientes las áreas urbanas Las Palmas de Gran Canaria-Telde-Arucas-Ingenio (formada por éstos municipios más Firgas y Moya por el Norte, Valsequillo por el Centro/Sur y Agüimes por el Sur) con  656 716 habitantes y Santa Lucía de Tirajana formada por esta más San Bartolomé de Tirajana (125 451).
Según este proyecto, la isla de Gran Canaria contendría una conurbación de áreas urbanas menores y limítrofes pero lo suficientemente relacionadas entre sí como para formar una región urbana. Los datos para esta zona son una población de  782 167 hab y una superficie de 883,2 km².

#### Área metropolitana
Por un lado, área metropolitana con referencia a los municipios limítrofes de la ciudad o el área metropolitana más inmediata, en este caso está formada por los municipios de Telde, Arucas, Ingenio, Santa Brígida, Agüimes, Teror, Valsequillo de Gran Canaria, Moya y Firgas con una población de 636.864 habitantes (2010). Es en este primer radio donde se concentra la mayor parte de la actividad económica del área metropolitana, con diversas áreas industriales, comerciales y empresariales, el aeropuerto de Gran Canaria, Circunvalación de Las Palmas de Gran Canaria y algunas de las facultades de la Universidad de Las Palmas de Gran Canaria, como el Campus de Tafira en Las Palmas de Gran Canaria y el de Bañaderos en Arucas. 
En la tabla a continuación aparecen los datos a fecha de enero de 2018.
| Municipio                   | Población | Superficie (km²) | Densidad (h/km²) |
| --------------------------- | --------- | ---------------- | ---------------- |
| Las Palmas de Gran Canaria  | 378.517   | 100,6            | 3762,59          |
| Telde                       | 123.265   | 102,0            | 1208,48          |
| Arucas                      | 37.691    | 33,0             | 1142,15          |
| Ingenio                     | 30.831    | 38,2             | 807,09           |
| Agüimes                     | 31.152    | 79,3             | 392,84           |
| Santa Brígida               | 18.314    | 23,8             | 769,50           |
| Teror                       | 12.449    | 25,7             | 484,40           |
| Valsequillo de Gran Canaria | 9.278     | 39,2             | 236,68           |
| Moya                        | 7.728     | 31,9             | 242,26           |
| Firgas                      | 7.491     | 15,8             | 474,11           |
| Total                       | 656.716   | 489,7            | 1341,06          |

#### Conurbación
La segunda tipología de área metropolitana de Las Palmas de Gran Canaria coincide prácticamente con la que establece la ley de grandes ciudades, que según esta abarca un radio de 20 km, con una población de 782 167 habitantes.
| Municipio                 | Población | Superficie (km²) | Densidad (h/km²) |
| ------------------------- | --------- | ---------------- | ---------------- |
| Área metropolitana        | 656.716   | 489,7            | 1341,06          |
| Santa Lucía de Tirajana   | 71.863    | 61,6             | 1166,61          |
| San Bartolomé de Tirajana | 53.588    | 333,1            | 160,88           |
| Total                     | 782.167   | 884,4            | 884,40           |